# Ametista (Steven Universe)
Ametista (matricola Ametista Sfaccettatura-5 Taglio-8XM) è uno dei personaggi principali del cartone animato Steven Universe. La "ragazza ribelle" delle Crystal Gems, è una Gemma difettosa e l'ultima nata sulla Terra: unitasi al gruppo, collabora nella cattura delle Gemme corrotte assieme alle compagne. Dopo la nascita di Steven, diventa per lui come una sorella maggiore.

## Personaggio

### Aspetto e carattere
Essendo una Gemma difettosa Ametista è piuttosto bassa e non molto robusta in confronto agli altri Quarzi: ciò è dovuto al fatto che ha passato molto più tempo sotto terra, essendo nata cinquecento anni dopo la fine della Ribellione delle Crystal Gems, uscendone compattata. Ha la pelle viola e lunghi capelli bianchi e la sua gemma, un'ametista dal taglio esagonale, è incastonata al centro del petto, sullo sterno. Ha un comportamento vivace e solare, spesso menefreghista verso le regole e irriverente. È la Gemma con cui Steven passa il tempo libero, giocando anche con Perla o divertendosi a infastidirla. Tra le Crystal Gems è la più impulsiva, buttandosi a capofitto contro gli avversari senza un benché minimo piano di azione: è lei infatti che, in genere, sprona Steven ad agire e lo coinvolge. Tuttavia il suo atteggiamento positivo e il suo brio sono spesso da lei usati come facciata per nascondere il ribrezzo che ha di sé a causa delle sue origini, dell'essere una Gemma difettosa, e più in generale del non sentirsi all'altezza di Garnet e Perla, e in seguito anche dello stesso Steven: tale condizione raggiunge il culmine durante uno scontro Jasper, la quale la addita come un essere debole, uno "scherzo della natura", per poi sconfiggerla costringendola nella pietra. A seguito di questa insicurezza Ametista ha preso parte a incontri di wrestling clandestini per sfogare la sua frustrazione. In seguito, grazie al confronto/scontro con Steven e al supporto reciproco, Ametista è riuscita a placare le sue insicurezze, promettendosi l'un l'altra che sarebbero diventati chi loro avessero voluto senza essere influenzati dagli altri, arrivando poi anche a ottenere una pesante rivincita contro Jasper. Sempre in seguito all'ottenimento di una consistente autostima, Ametista ha anche chiuso la sua carriera da wrestler, non avendo più bisogno di praticare lo sport per sfogarsi.
Pur non avendone bisogno vitale le piace imitare le abitudini umane quali mangiare e dormire poiché, a sua detta, la fanno sentire viva: per potere mangiare mima un sistema digerente con i suoi poteri metamorfici.
Ha un ottimo rapporto con Steven, comportandosi nei suoi confronti come una sorella maggiore, mentre litiga spesso con Perla a causa dei loro caratteri diametralmente opposti; tuttavia, in caso di necessità, le due riescono a lottare fianco a fianco in sincronia e facendo lavoro di squadra. Dopo lo stupore iniziale, non si mostra particolarmente colpita dal fatto che Rosa fosse in realtà Diamante Rosa; quando vede Steven angustiato per la situazione di conflitto creatasi tra Rubino e Zaffiro, si preoccupa molto dello stato mentale del ragazzo a causa del gravoso peso della faccenda, incitandolo a non farsene carico poiché niente di quel "complesso millenario" è colpa sua. Grazie a ciò, Ametista viene inoltre definita da Steven come la Gemma più adulta del gruppo. Durante l'infiltrazione nello Zoo di Diamante Rosa, lega con quella che lei definisce la sua "Fametista": un gruppo di Ametiste e Diaspri tutti provenienti dalla Terra. In particolare lega con le Ametiste poiché provenienti proprio dal Kindergarten Primario, con le quali ha instaurato da subito un rapporto fraterno tale che le Ametiste hanno subito glissato sul fatto che Ametista fosse una ribelle, iniziando a divertirsi tutte assieme.

### Poteri e abilità
Nonostante non abbia la stessa forza di una Gemma perfetta è comunque parecchio abile nel combattimento: è in grado di chiudersi a riccio e scagliarsi contro il nemico causandogli parecchi danni. Dalla sua pietra può estrarre una o due fruste a tre code, borchiate lungo il cordone da frammenti di ametista e che se schioccate con forza generano rapide onde di energia viola che esplodono arrivate al cracker - le fruste sono state aggiornate a delle discipline da Bismuth scambiando il cracker con un trio di palle chiodate. Viene fatto inoltre intendere da Bismuth che la frusta generata da Ametista è di fattura eccellente, avente una qualità tale da essere rara tra i Quarzi. Nel gruppo, è quella che più di tutte sfrutta i suoi poteri metamorfici, causando spesso scene comiche. In alcuni casi, essendo abbastanza resistenti per lo scopo, Ametista usa anche i suoi capelli come arma improvvisata piuttosto che impiegare le fruste. Sebbene usa raramente questo potere, anche Ametista è capace di generare le bolle di contenzione. È stata la prima Gemma e Crystal Gem a essersi fusa con Steven.
Fusioni
- Opale, fondendosi con Perla[8]
- Sugilite, fondendosi con Garnet[15]
- Alexandrite, fondendosi con Garnet e Perla[16]
- Quarzo Fumé, fondendosi con Steven[5]
- Ossidiana, fondendosi con Steven, Perla e Garnet

## Storia
Ametista nasce cinquecento anni dopo la fine della Ribellione delle Crystal Gems contro il Pianeta Natale nel Kindergarten Prime, diventando così l'ultima Gemma nata sul pianeta Terra. Dopo essere stata accolta da Quarzo Rosa nel gruppo inizia a collaborare con le altre nel trovare e catturare le Gemme corrotte. Nello stesso periodo in cui Quarzo Rosa e Greg iniziano a frequentarsi, Ametista conosce Vidalia, una ragazza di Beach City appassionata di pittura con cui stringe amicizia. Dopo la nascita di Steven e la conseguente scomparsa di Rosa, le Crystal Gems decidono di crescere il bambino assieme a Greg: Ametista diventa per lui come una sorella maggiore.
All'arrivo delle Gemme del Pianeta Natale sulla Terra Ametista si scontra con Jasper, un diaspro d'élite dalla quale viene sconfitta e umiliata. I vari dubbi su se stessa e su chi sia che sorgono in lei con il passare del tempo e delle missioni si accumulano, portandola alla depressione: ne esce grazie all'aiuto di Steven ottenendo in seguito con lui una pesante rivincita su Jasper, che viene corrotta quando questa tenta di sconfiggere Quarzo Fumé fondendosi con una Gemma corrotta. Ametista accoglie la rivelazione di Perla riguardo alla vera identità di Quarzo Rosa relativamente bene, e aiuta Steven ad affrontare come questa cosa abbia sbilanciato gli equilibri nel gruppo, inizialmente cercando di lasciarlo fuori dalla faccenda per non sovraccaricarlo emotivamente e in seguito aiutandolo con Rubino. A seguito dell'arrivo di Diamante Giallo e Diamante Blu sulla Terra e della rivelazione fatta alle matriarche da Steven su Diamante Rosa, Ametista accompagna Steven sul Pianeta Natale con le Crystal Gems, per sostenere il ragazzo nell'ottenere l'aiuto di Diamante Bianco per curare le Gemme corrotte. Imprigionata da Diamante Giallo assieme alle altre, viene liberata da Steven. Giunte al cospetto di Diamante Bianco, viene posseduta da questa, per poi essere liberata quando la matriarca comprende la vera natura di Steven. Tornati sulla Terra guariscono le Gemme corrotte, iniziando finalmente a vivere in pace.
In Steven Universe Future Ametista "insegna" alle Gemme che abitano sulla Terra come trovare la libertà di fare quello che vogliono fare (in realtà non tiene lezioni di alcun tipo in quanto sarebbe antitetico con lo scopo stesso del "corso").

## Accoglienza
Joshua Adams di PopMatters descrive Ametista come la più affascinante in termini di ambiguità e fluidità di genere, razza e sessualità: loda soprattutto la sua lotta contro il senso di inadeguatezza, affermando che riesce a superarlo completamente solo quando capisce finalmente chi è e chi non è.

### Altri media
Ametista, assieme a Jasper, appare in uno dei video "Dove Self-Esteem Project x Steven Universe: Appearance Related Teasing and Bullying", prodotto dalla collaborazione di Cartoon Network con Dove per una campagna di sensibilizzazione contro il bullismo: nel video, le due discutono di come sia sbagliato prendere in giro qualcuno per il suo aspetto fisico, interpretando la rivalità e i rapporti che tra le due accadono negli episodi della serie.